# Coppa Italia di calcio da tavolo 2000

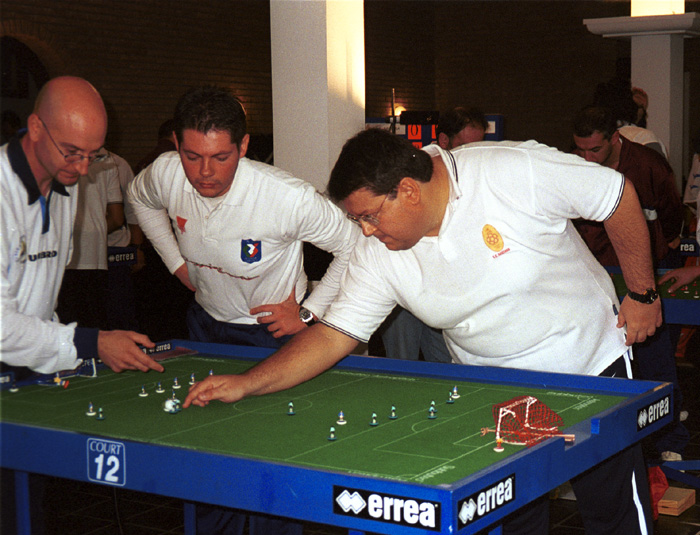
Una fase di gioco della Coppa Italia

La dodicesima Coppa Italia di calcio da tavolo venne organizzano dalla F.I.S.C.T. a Bologna il 27 e 28 ottobre 2000. La gara fu suddivisa nella categoria "Master", per i primi 24 giocatori del "Ranking Italia", nella categoria "Cadetti" per tutti gli altri, e nella competizione per squadre di Club.

## Medagliere
| Pos. | Regione               |   |   |   | Totale |
| ---- | --------------------- | - | - | - | ------ |
| 1    | Marche                | 1 | 0 | 1 | 2      |
| 2    | Lazio                 | 1 | 0 | 0 | 1      |
| 3    | Umbria                | 0 | 1 | 1 | 2      |
| 4    | Lombardia             | 0 | 1 | 0 | 1      |
| 5    | Emilia-Romagna        | 0 | 0 | 1 | 1      |
| -    | Friuli-Venezia Giulia | 0 | 0 | 1 | 1      |

## Risultati

### Categoria Master

#### Girone A
- Massimo Bolognino - Mauro Salvati 2-1
- Massimo Bolognino - Massimo Conti 3-0
- Mauro Salvati - Massimo Conti 0-0

#### Girone B
- Saverio Bari - Ignazio Monte 7-2
- Saverio Bari - Matteo Suffritti 2-1
- Ignazio Monte - Matteo Suffritti 0-1

#### Girone C
- Stefano De Francesco - Alex Iorio 4-1
- Stefano De Francesco - Francesco Quattrini 0-1
- Alex Iorio - Francesco Quattrini 2-2

#### Girone D
- Massimiliano Nastasi - Renzo Frignani 3-0
- Massimiliano Nastasi - Gianluca Galeazzi 4-1
- Renzo Frignani - Gianluca Galeazzi 4-1

#### Girone E
- Marco Lauretti - Carlo Melia 0-0
- Marco Lauretti - Marzio Sari 3-0
- Carlo Melia - Marzio Sari 2-0

#### Girone F
- Francesco Mattiangeli - Massimiliano Croatti 1-1
- Francesco Mattiangeli - Luigi Pochesci 2-1
- Massimiliano Croatti - Luigi Pochesci 1-0

#### Girone G
- Giancarlo Giulianini - Enrico Guidi 3-0
- Giancarlo Giulianini - Luca Capellacci 1-0
- Enrico Guidi - Luca Capellacci 0-0

#### Girone H
- Roberto Iacovich - Enrico Tecchiati 2-0
- Roberto Iacovich - Severino Gara 1-1
- Enrico Tecchiati - Severino Gara 1-0

#### Ottavi di finale
- Massimo Bolognino - Luca Capellacci 4-1
- Matteo Suffritti - Roberto Iacovich 1-2
- Marco Lauretti - Stefano De Francesco 2-3
- Massimiliano Croatti - Massimiliano Nastasi 1-4
- Francesco Quattrini - Carlo Melia 4-0
- Renzo Frignani - Francesco Mattiangeli 3-4 d.t.s.
- Giancarlo Giulianini - Mauro Salvati 5-1
- Enrico Tecchiati - Saverio Bari 1-4

#### Quarti di finale
- Massimo Bolognino - Roberto Iacovich 2-3 d.c.p.
- Massimiliano Nastasi - Stefano De Francesco 4-2
- Francesco Quattrini - Francesco Mattiangeli 2-1 d.c.p.
- Giancarlo Giulianini - Saverio Bari 2-0

#### Semifinali
- Massimiliano Nastasi - Roberto Iacovich 3-2
- Francesco Quattrini - Giancarlo Giulianini 1-0

#### Finale
- Francesco Quattrini - Massimiliano Nastasi 1-0

### Categoria Squadre

#### Girone A
- A.C.S. Perugia - S.C. D.L.F. Falconara 1-2
- C.C.T. Eagles Napoli - S.C. Padre Marco Aviano 3-0
- A.C.S. Perugia - S.C. Padre Marco Aviano 4-0
- C.C.T. Eagles Napoli - S.C. D.L.F. Falconara 2-2
- A.C.S. Perugia - C.C.T. Eagles Napoli 2-1
- S.C. Padre Marco Aviano - S.C. D.L.F. Falconara 0-4

#### Girone B
- T.S.C. Stella Artois Milano - S.C. D.L.F. Gorizia 3-0
- T.S.C. Latina - S.C. Ravenna 4-0
- T.S.C. Stella Artois Milano - S.C. Ravenna 4-0
- T.S.C. Latina - S.C. D.L.F. Gorizia 4-0
- T.S.C. Stella Artois Milano - T.S.C. Latina 3-0
- S.C. Ravenna - S.C. D.L.F. Gorizia 0-3

#### Girone C
- Reggiana Subbuteo - S.C. Bergamo 4-0
- Bologna Tigers Subbuteo - S.C. Virtus 4strade Rieti 0-3
- Reggiana Subbuteo - S.C. Virtus 4strade Rieti 4-0
- Bologna Tigers Subbuteo - S.C. Bergamo 2-0
- Reggiana Subbuteo - Bologna Tigers Subbuteo 3-0
- S.C. Virtus 4strade Rieti - S.C. Bergamo 1-1

#### Girone D
- T.S.C. Black Rose '98 Roma - A.S. Serenissima '90 2-1
- C.C.T. Black&Blue Pisa - C.S. Warriors '83 Torino 3-1
- T.S.C. Black Rose '98 Roma - C.S. Warriors '83 Torino 4-0
- C.C.T. Black&Blue Pisa - A.S. Serenissima '90 1-1
- T.S.C. Black Rose '98 Roma - C.C.T. Black&Blue Pisa 2-1
- C.S. Warriors '83 Torino - A.S. Serenissima '90 3-1

#### Quarti di finale
- S.C. D.L.F. Falconara - S.C. Virtus 4strade Rieti 2-1
- T.S.C. Black Rose '98 Roma - T.S.C. Latina 1-2
- Reggiana Subbuteo - A.C.S. Perugia 1-2
- T.S.C. Stella Artois Milano - C.C.T. Black&Blue Pisa 4-0

#### Semifinali
- S.C. D.L.F. Falconara - T.S.C. Latina 1-2
- T.S.C. Stella Artois Milano - A.C.S. Perugia 1-0 d.t.s.

#### Finale
- T.S.C. Latina - T.S.C. Stella Artois Milano 2-1